# Fira Sans
Fira Sans (inizialmente chiamato Feura Sans) è un carattere senza grazie disegnato da Erik Spiekermann, Ralph du Carrois, Anja Meiners e Botio Nikoltchev della Carrois Type Design per Firefox OS e pubblicato nel 2013, inizialmente sotto la Licenza Apache e poi sotto la SIL Open Font License.
Si basa su FF Meta, famiglia di caratteri di Erik Spiekermann, originariamente disegnata su commissione per il Deutsche Bundespost, e pubblicata poi nel 1991 per l'etichetta FontFont. Il carattere è stato usato in seguito per il logo della Mozilla Foundation.
Nelle sue prime pubblicazioni del 2013, Fira Sans era disponibile in quattro pesi diversi con le relative forme in corsivo: light, regular, medium e bold.
Nel maggio 2014, il numero di pesi è salito a 16.

## Fira Mono
Fira Sans è accompagnato da una variante monospaziato chiamata Fira Mono, disponibile in tre varianti di peso: regular, medium e bold.